# Оберкампф, Кристоф-Филипп
Кристоф-Филипп Оберкампф (фр. Christophe-Philippe Oberkampf; 11 июня 1738, Визенбах (ныне часть Блауфельдена) — 4 октября 1815, Жуи-ан-Жоза) — французский предприниматель, промышленный магнат и изобретатель, основатель собственной мануфактуры по производству хлопковых и льняных набивных тканей (тканей с печатным рисунком) — Мануфактуры Жуи близ Версаля в 1760 году.

## Биография

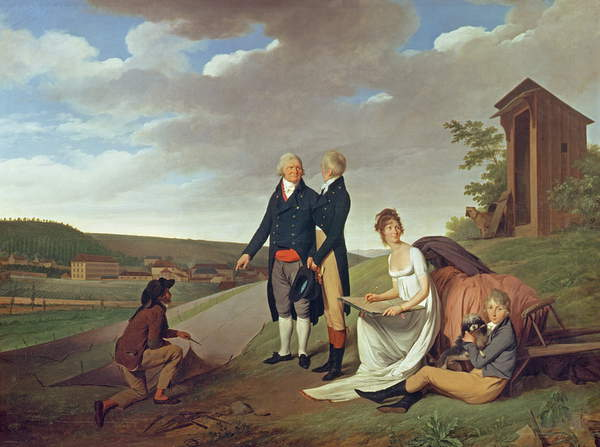
Луи-Леопольд Буальи. Семья Оберкампфа

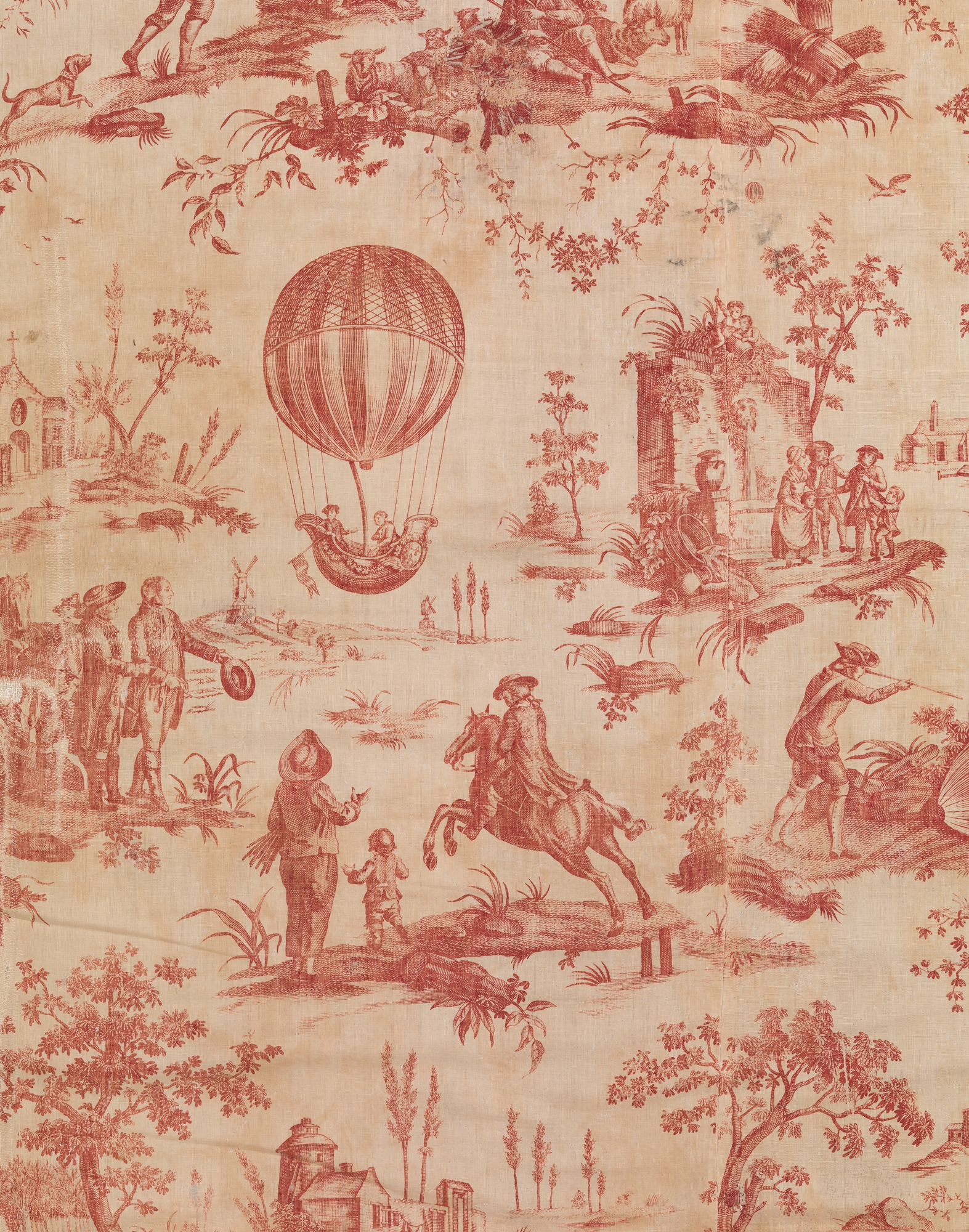
Фрагмент монохромной ткани, характерной для мануфактуры Оберкампфа. 1784—1785. Метрополитен-музей, Нью-Йорк

Немецкого происхождения. Родился в Визенбахе (ныне в черте Блауфельдена), в лютеранской семье потомственных красильщиков шерсти из Вюртемберга. Учился основам ремесла у своего отца, открывшего в Арау (Швейцария) мастерскую по производству набивных тканей. Некоторое время жил в Базеле, где изучал производство «индийских тканей» (les indiennes) — материи с печатным рисунком, выполненной в подражание дорогим индийским и персидским тканям, запрещённым к ввозу во Францию в XVII веке.
В 1756 году Оберкампф отправился в Мюльхаузен, в те времена бывший крупным текстильным центром, где начал работать на мануфактуре «Кёклен и Дольфюс». В октябре 1758 года он оставил Швейцарию и перебрался в Париж, где устроился колористом в печатные мастерские Коттена, находившиеся в Арсенале.
После того как 9 ноября 1759 года производство печатных тканей было узаконено во Франции, Оберкампф, которому был всего 21 год, предложил швейцарскому гвардейцу корпуса охраны короля Людовика XVI Антуану Герну по прозвищу Таванн объединить усилия для создания в городке Жуи-ан-Жоза близ Версаля фабрики по производству «индийских тканей». Первые образцы хлопковых тканей с печатным рисунком были выпущены 1 мая 1760 года и имели успех, который позволил Оберкампфу в 1764 году расширить фабрику. Штат мастеров и сотрудников мануфактуры к 1774 году достиг 900 человек, позднее вырос до 1200 человек.
В 1770 году Оберкампф ввёл многокрасочную печать с медных форм, гибких гравированных пластин, которые можно было закрепить на цилиндрическом барабане. Сначала печатали контур, а затем, последовательно, одну за другой, нужные краски. Вскоре появилась техника «пико», или «пикотаж» (фр. picotage — покалывание) — фон рисунка заполнялся множеством точек от печатной формы, сделанной из коротких латунных штырей наподобие щётки.
В 1787 году Оберкампф был возведён во дворянство и получил титул, а также право распоряжаться гербом и девизом Recte et vigilanter (честность и бдительность).
После французской революции, в 1790—1793 годах, Оберкампф был мэром Жуи-ан-Жоза.
В 1797 году Оберкампф изобрёл технологию непрерывного печатания с вращающегося цилиндрического вала, на поверхности которого имелся награвированный рисунок. Такая машина за сутки могла напечатать около 5 км ткани, что произвело подлинный переворот в текстильном производстве.
Несмотря на политические перемены, фабрика Оберкампфа продолжала процветать и стала второй по величине мануфактурой в стране, был также открыт филиал в городе Корбей-Эсон.
В 1806 году Оберкампф получил золотую медаль первой степени на выставке промышленных товаров в Лувре. Наполеон наградил его орденом Почётного легиона.
Кристоф-Филипп Оберкампф скончался 4 октября 1815 года в Жуи-ан-Жоза и был похоронен в Париже, на кладбище Пер-Лашез. Производство, отошедшее к его сыну Эмилю, на некоторое время прекратилось, но в 1821 году возобновилось благодаря Жак-Жюсту Барбе и просуществовало вплоть до 1843 года.

### Семья
У Оберкампфа было три дочери: Мари-Жюли (1777—1843), Эмили (1794—1856) и Лора. Его сын, Эмиль Оберкампф (1787—1837), продолживший дело отца и также занимавшийся политикой, в 1820 году стал бароном Оберкампф.

## Память

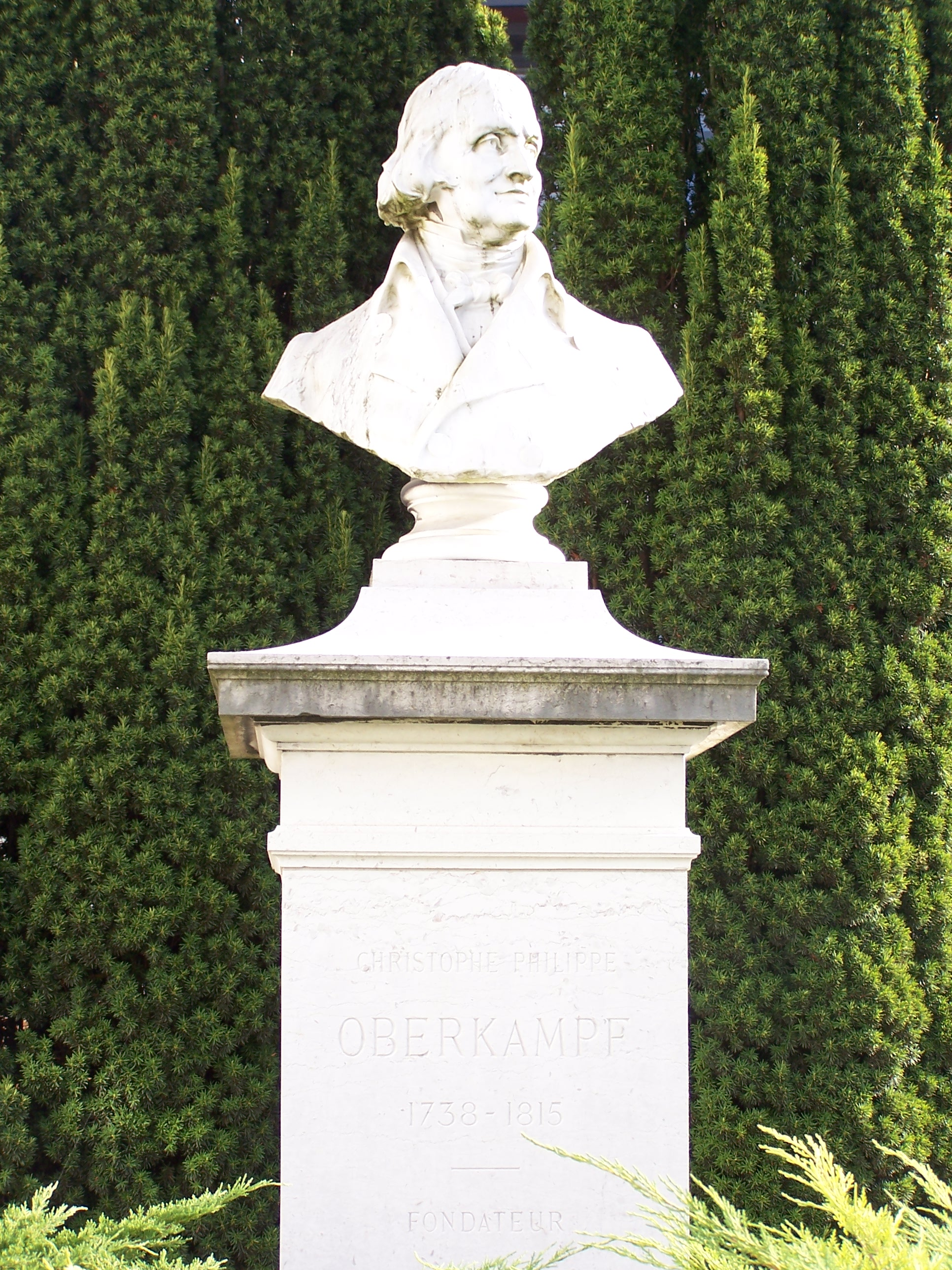
Бюст Оберкампфа, установленный в Жуи-ан-Жоза

Его именем названа улица рю Оберкампф в 11 округе Парижа, а также станция метро, которая её обслуживает.